# Podocarpus rumphii
Podocarpus rumphii là một loài thực vật hạt trần trong họ Thông tre. Loài này được Blume miêu tả khoa học đầu tiên năm 1847 publ. 1849.